# Morten Fevang
Morten Fevang (ur. 6 marca 1975 w Sandefjord) – norweski piłkarz występujący na pozycji pomocnika. Obecnie jest zawodnikiem klubu Odds BK.

## Kariera klubowa
Fevang seniorską karierę rozpoczynał w 1993 roku w klubie IL Runar. W 1998 roku trafił do Odds BK z 1. divisjon. W tym samym roku awansował z nim do Tippeligaen. W 2000 roku zdobył z klubem Puchar Ligi Norweskiej, po pokonaniu w jego finale 2:1 zespołu Viking FK. W 2002 roku Fevang ponownie wystąpił z klubem w finale Pucharu Ligi Norweskiej, jednak tym razem Odds BK przegrał tam 0:1 z Vålerenga Fotball.
W 2006 roku Fevang został graczem duńskiego Odense BK. W Superligaen pierwszy mecz zaliczył 12 marca 2006 przeciwko FC Nordsjælland (2:0). W tamtym spotkaniu strzelił także gola. W 2007 roku zdobył z klubem Puchar Danii.
Latem 2007 roku Fevang powrócił do Norwegii, gdzie ponownie został graczem zespołu Odds BK. W tym samym roku spadł z nim do 1. divisjon. W 2008 roku powrócił z drużyną do Tippeligaen.

## Kariera reprezentacyjna
W reprezentacji Norwegii Fevang zadebiutował 10 czerwca 2009 w przegranym 0:2 meczu eliminacji Mistrzostw Świata 2010 z Holandią.